# There's Always Me
"There's Always Me" es una canción de 1961 escrita por el compositor Don Robertson para Elvis Presley y publicada originalmente en el álbum Something for Everybody. La canción también fue lanzada como sencillo en 1967.

## Historia
La canción se incluyó en una sesión de grabación de Elvis Presley celebrada el 12 de marzo de 1961 en el estudio B de RCA en Nashville (Tennessee). "There's Always Me" es una balada incluida en el álbum de estudio Something for Everybody lanzado el 19 de mayo de 1961. Los coros estuvieron a cargo del grupo vocal The Jordanaires .
La canción fue publicada por la editorial de Elvis Presley, Gladys Music, Inc. El autor fue el pianista y compositor Don Robertson. Presley se mostró entusiasmado por el resultado de la grabación. Robertson recordó la conversación: "Justo antes de que terminara la grabación, me dijo: 'Escucha este final'. Estaba muy orgulloso de su interpretación semioperística de la frase que da título a la canción".

## Lanzamientos
El 8 de agosto de 1967, la grabación fue lanzada como sencillo, con el tema "Judy", como como cara B, formando parte de una serie especial veraniega publicada por demanda popular. El sencillo alcanzó el puesto número 56 en la lista de éxitos pop Billboard Hot 100 de Estados Unidos. En Australia alcanzó el puesto número 7 en la lista Go-Set en octubre de 1967, tras 17 semanas de permanencia en la lista. El sencillo también fue lanzado en el Reino Unido, Canadá, Alemania Occidental, Francia, España, Australia, Nueva Zelanda y Japón.
La grabación fue incluida en el álbum recopilatorio de RCA Records de 1993 From Nashville to Memphis: The Essential '60s Masters. También se incluyó en el álbum recopilatorio de Elvis Presley de BMG/RCA de 2001, The 50 Greatest Love Songs. Una versión alternativa apareció en el recopilarorio de 2002 Today, Tomorrow, and Forever.
La canción aparece en el musical jukebox de 2004 All Shook Up. Fue incluida también en el álbum de Sony Music de 2015 If I Can Dream: Elvis Presley con la Royal Philharmonic Orchestra.

## En la cultura popular
La canción fue usada en un spot televisivo de iPhones en 2018, con imitadores de Elvis de todo el mundo.

## Versiones
La canción ha sido versionada por figuras de la música country como Jim Reeves, Eddy Arnold y Ray Price. Dickie Rock and The Miami Showband, que alcanzaron con su versión el número 1 en las listas irlandesas en 1963, The Honeycombs, Emile Ford, Rupert, Maarten Jansen, Michael Rainwater, Claudio Araya, Tom Green, Ronnie McDowell y Peter Williams también grabaron la canción.